# Stilleinlage

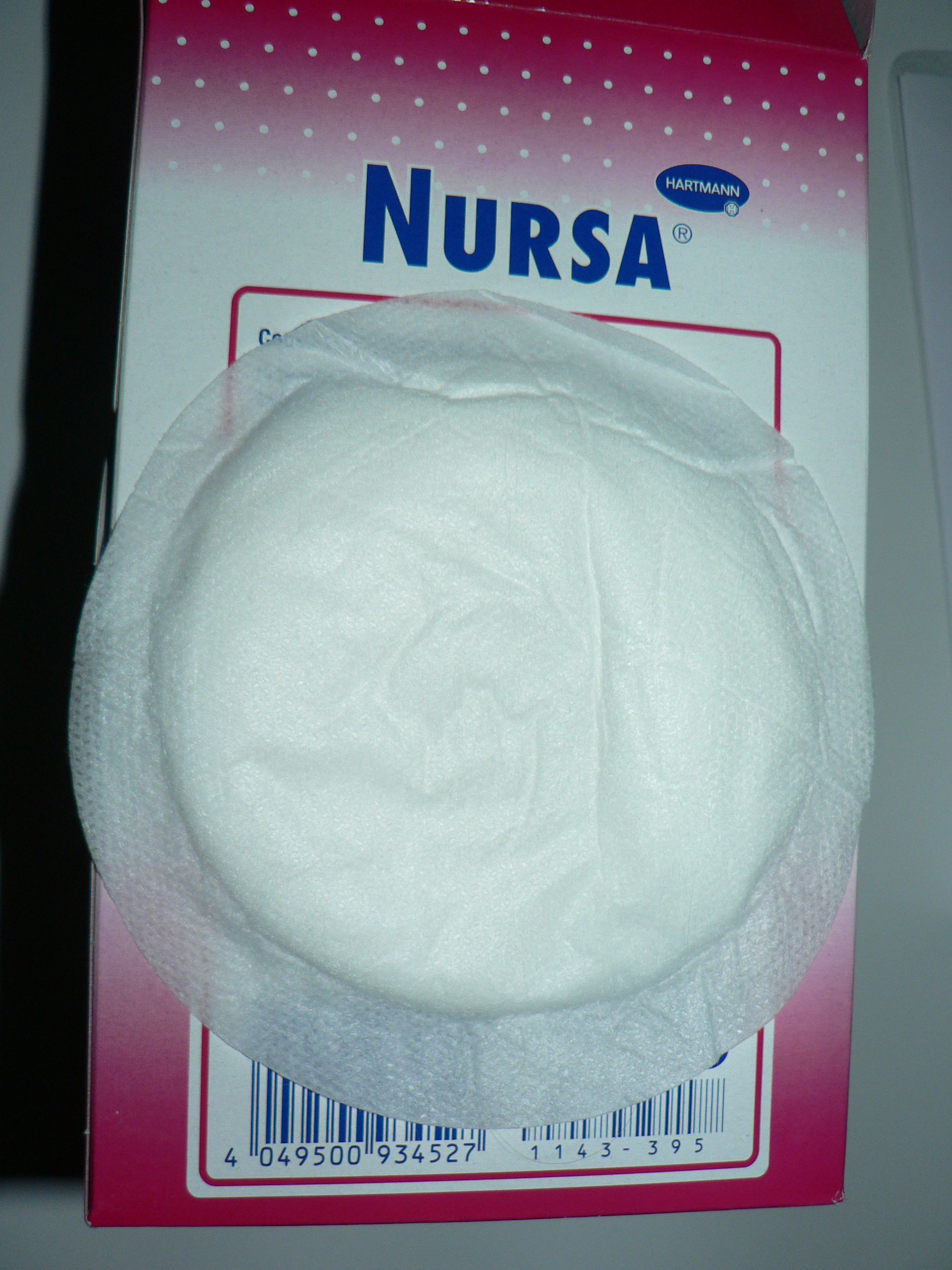
Stilleinlagen

Eine Stilleinlage ist eine Textileinlage für stillende Mütter, die in den Büstenhalter gelegt wird, um auslaufende Muttermilch aufzufangen. Regelmäßiges Wechseln der Stilleinlage gehört zur Brusthygiene und hilft eine Verunreinigung der Kleidung durch die Milch zu vermeiden.  
Stilleinlagen gibt es als Einweg- und als Mehrwegvariante. Sie bestehen aus zwei kreisrunden handtellergroßen Lagen Stoff (meist aus Baumwolle und/oder Seide) oder Zellulose, zwischen denen sich ein saugfähiges Material befindet. 